# Panzer General
Panzer General — компьютерная игра в жанре пошаговой стратегии, созданная в 1994 году фирмой Strategic Simulations Inc., первая из серии аналогичных игр.

## Сюжет
Игра посвящена Второй мировой войне. Играть можно как кампанию (в этой игре только за немцев), так и отдельные сценарии (за любую из сторон). Представлены как сценарии, соответствующие реальным операциям, так и гипотетические (например, захват немцами Ближнего Востока, Англии и Вашингтона). В части миссий кампании игрок повторяет боевой путь знаменитого танкового генерала Вермахта Гудериана (что отражено в названии игры), а в некоторых эпизодах прямо выступает в его роли. Например, после миссии по захвату Смоленска можно использовать набранные очки «престижа», чтобы настоять на продвижении на Москву.

## Игровая система
Сражения происходят на карте, разделенной на шестиугольники, населённые пункты и аэродромы на ней отмечены значками, соответствующими стороне, которая в данный момент ими владеет. Цель сражения — за заданное число ходов захватить на карте все ключевые точки (населённые пункты и аэродромы), либо уничтожить все юниты соперника.

## Юниты
Юниты относятся к разным родам войск (пехота, артиллерия, танки, САУ, ПВО, истребительная и бомбардировочная авиация, флот). Некоторые типы юнитов (артиллерия и ПВО) могут стрелять на несколько клеток, но только до перемещения, остальные стреляют на одну клетку, но могут стрелять и после хода. Типы юнитов характеризуются силой удара по пехоте, технике и авиации, силой защиты от нападения с земли и с воздуха, дальностью стрельбы, боезапасом, запасом топлива и так далее. Отдельные юниты характеризуются, кроме того, опытом и численностью (от 1 до 10, а для опытных частей вплоть до 15). Разные участки карты характеризуются разной скоростью передвижения и возможностями защиты. Выше всего защита в горах и населённых пунктах, ниже всего — на реках. Если навести курсор на вражеский юнит, по которому в данный момент можно выстрелить своим юнитом, высвечиваются ожидаемые потери обоих юнитов; реальные потери могут от них сильно отличаться.

## Ресурсы
Единственный ресурс в игре — престиж. Его увеличение/уменьшение происходит в зависимости от захвата/потери ключевых точек и других отмеченных объектов и результатов отдельных столкновений между юнитами. Престиж можно расходовать как на восполнение потерь имеющихся юнитов, так и на создание новых (кроме кораблей) и улучшение существующих. Создавать юниты в Panzer General можно в любой принадлежащей игроку отмеченной точке (в последующих играх серии эта возможность ограничена).

## Последующие игры серии
- Allied General (кампании за союзников);
- Pacific General (боевые действия на Тихоокеанском театре военных действий);
- Panzer General II (кампании за немцев, СССР и союзников);
- Panzer General 3D Assault (введена трёхмерная графика; кампании на Европейском и Североафриканском театре военных действий за обе стороны);
- Panzer General III: Scorched Earth (боевые действия на Восточноевропейском театре военных действий);
- Panzer General: Allied Assault
- Panzer General: Russian Assault
- Panzer General Online

На движке игры
- Fantasy General (на том же движке, но с фэнтезийным антуражем);
- Star General (на том же движке, но с космическим антуражем; боевые действия можно было вести в космосе и на поверхности планет).
- People's General (на том же движке, гипотетическая война между Китаем и войсками ООН);

Духовный наследник
- Panzer Corps

Игра Panzer General II впоследствии была доработана игроками со всего мира. Появились десятки новых кампаний и сценариев, карт; обновлена техника и вооружение. В 2007 году вышла доработка игры Panzer General II Adlerkorps Edition v1.0.